# Kambaramayanam

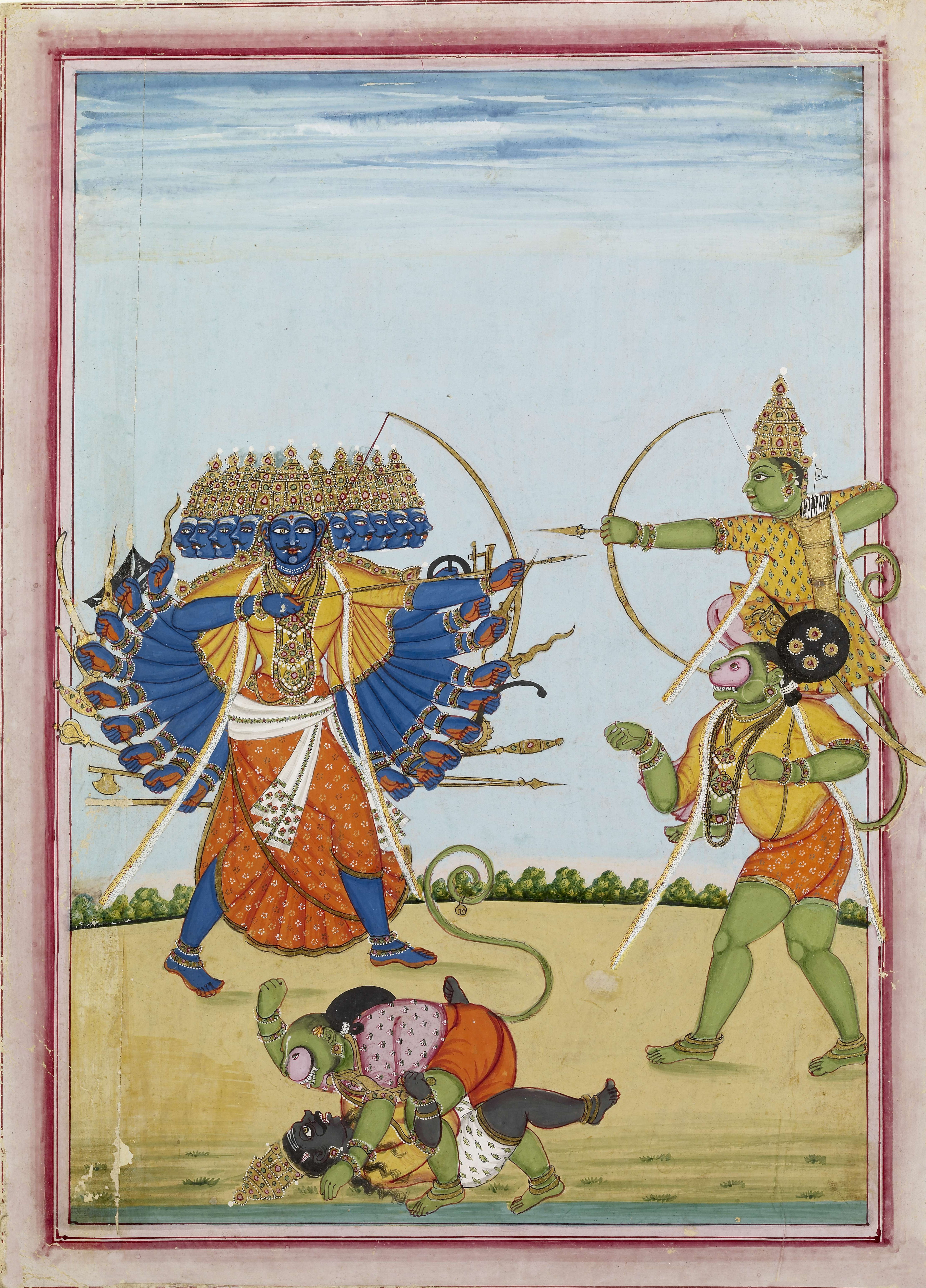
Tamilische Miniaturmalerei zum Ramayana (um 1820)

Das Kambaramayanam (கம்பராமாயணம் Kamparāmāyaṇam [ˈkambəraːmaːjəɳʌm] „Ramayana des Kamban“), eigentlich Iramavataram (இராமாவதாரம் Irāmāvatāram [(ɨ)ˈraːmaːʋəd̪aːrʌm] „die Herabkunft Ramas“) ist eine tamilische Version des Ramayana-Epos, die der Dichter Kamban wahrscheinlich im 12. Jahrhundert verfasste.

## Das Ramayana
Das Ramayana ist ein Epos über den Prinzen Rama, der in Ayodhya als Avatara des Gottes Vishnu auf die Welt kommt. Wegen einer Intrige muss er auf die ihm zustehende Herrschaft verzichten und zusammen mit seinem Bruder Lakshmana und seiner Frau Sita in die Verbannung in den Wald ziehen, wo Sita vom Dämonenkönig Ravana nach  Lanka entführt wird. Mit Hilfe eines von Hanuman geführten Affenheeres gelingt es ihnen, Ravana zu besiegen und Sita zu befreien. Schließlich kehrt er nach Ayodhya zurück und wird zum König gekrönt.
Die älteste Version des Ramayana ist die dem mythischen Autor Valmiki zugeschriebene Sanskrit-Version, die in ihren ältesten Teilen wahrscheinlich auf das 5. Jahrhundert v. Chr. zurückgeht und bis zum 3. Jahrhundert n. Chr. im Wesentlichen ihre heutige Gestalt erhielt. Daneben existieren in praktisch allen modernen indischen Sprachen Versionen des Ramayana. Im tamilischen Bereich ist das Kambaramayanam die maßgebliche Ramayana-Version. Es ist nicht das erste tamilische Ramayana, wohl aber das älteste erhaltene, und auch nach Kamban hat (abgesehen von modernen Prosa-Nacherzählungen) kein anderer tamilischer Dichter ein Ramayana verfasst. Unter den neusprachlichen Ramayana-Versionen kann das Kambaramayanam neben dem Ramcharitmanas, der Hindi-Version des Dichters Tulsidas, als die wichtigste gelten.

## Inhalt und Stil desKambaramayanam
Das Kambaramayanam umfasst über 12.000 vierzeilige Verse. Das Werk ist hochgradig poetisch und zeichnet sich durch ein rigides Versmaß, zahlreiche Stilmittel (Alliterationen, Binnenreime) und gekünstelte Vergleiche aus. Stilistisch ist es von der Sanskrit-Kunstdichtung (Kāvya) beeinflusst, baut aber auch auf Konventionen der klassischen tamilischen Dichtung, wie sie sich in der alttamilischen Sangam-Literatur finden, auf.
Das Kambaramayanam beruht auf dem Vorbild von Valmikis Ramayana. Die Handlung kennt keine größeren Abweichungen von Valmikis Version, und Kamban übernimmt von Valmiki auch die Einteilung in Bücher (Balakanda, Ayodhyakanda, Aranyakanda, Kishkindhakanda, Sundarakanda, Yuddhakanda), allerdings fehlt im Vergleich zu Valmiki das siebte und letzte Buch (Uttarakanda). Inhaltlich unterscheidet sich das Kambaramayanam von Valmikis Ramayana durch den Einfluss der Bhakti-Religiosität, welche die Hingabe des Gläubigen zu Gott betont. Während Rama in den ältesten Teilen des Valmiki-Ramayana noch als rein menschlicher Held erscheint, ist er in Kambans Version vollständig vergöttlicht. Dem Bhakti-Gedanken sind auch einige inhaltliche Unterschiede geschuldet: Kamban schildert etwa im Gegensatz zu Valmiki, wie der Dämon Ravana, als er Sita raubt, diese mitsamt dem Boden, auf dem sie steht, hochhebt. So wird die Vorstellung umgangen, die Göttin Sita könnte durch die Berührung eines fremden Mannes befleckt worden sein.

## Rezeption
Das Kambaramayanam genießt unter den Tamilen hohe Wertschätzung. In vormoderner Zeit gehörte es zu den Werken, die den Kanon der tamilischen Literatur bildeten. Das Erstarken des tamilischen Kulturbewusstseins im frühen 20. Jahrhundert (die sogenannte Tamilische Renaissance) verstärkte nur die Bedeutung des Kambaramayanam, das nun als eine der größten Errungenschaften der Tamil-Literatur gefeiert wurde. Im Gegensatz dazu kritisierte der tamilisch-nationalistische Politiker C. N. Annadurai das Kambaramayanam in den 1940er-Jahren scharf. Aus seiner Sicht habe Kamban die Reinheit der ursprünglichen „dravidischen“ Kultur der Tamilen korrumpiert, indem er eine tamilische Version des „arischen“ Ramayana-Epos verfasste. Letztlich setzte sich aber die Sichtweise durch, das Kambaramayanam als Teil des tamilischen Kulturerbes anzusehen.
Eine auf etwa 3200 Verse verkürzte dramatische Fassung des Kambaramanyam wird in Kerala im Schattenspiel Tholpavakuthu zur Verehrung der Göttin Bhadrakali aufgeführt.

## Belege
1. ↑  Zur Datierung Kambans siehe Kamil Zvelebil: The Smile of Murugan. On Tamil Literature of South India, Leiden 1973, S. 208.
2. ↑  Zur Datierung des Ramayana siehe John L. Brockington: Righteous Rāma. The Evolution of An Epic, Delhi 1984, S. 307–327.
3. ↑  Zvelebil 1973, S. 209.
4. ↑  Stuart Blackburn: Inside the Drama House. Rāma Stories and Shadow Puppets in South India. University of California Press, Berkeley / Los Angeles / London 1996, S. 28–29.
5. ↑  Jonas Buchholz: „Countering Kampaṉ: C. N. Annadurai’s Critique of the Rāmāyaṇa“. In: Zeitschrift für Indologie und Südasienstudien 32/33 (2015/2016), S. 203–232.